# The Game Changers
Ne doit pas être confondu avec le téléfilm britannique, The Gamechangers.
Pour plus de détails, voir Fiche technique et Distribution.
The Game Changers est un film documentaire américain sorti en septembre 2019, réalisé par Louie Psihoyos et produit, entre autres, par James Cameron, Arnold Schwarzenegger, Jackie Chan, Lewis Hamilton, Chris Paul et Novak Djokovic. Après une introduction relatant le fait que les gladiateurs de l'époque romaine (dont les os présentent une densité minérale élevée), à l'époque qualifiés de « mangeurs d'orge et de haricots » (Hordearii) étaient « majoritairement végétariens », le documentariste donne la parole à des sportifs de haut niveau devenus véganes (dont l'Homme le plus fort du monde selon le livre des records), ainsi qu'à des médecins et chercheurs spécialisés en médecine sportive, nutrition et santé. Le message véhiculé par le documentaire, illustré par des exemples variés et commenté ou promu par des sportifs, médecins ou experts, est que ni la viande, ni les produits animaux en général, ne sont nécessaires aux sportifs de haut niveau. Il affirme même que les performances de ces sportifs ont été nettement améliorées par une nourriture exclusivement d'origine végétale.

## Synopsis
The Game Changers suit le parcours de James Wilks (en), un entraîneur d'élite des forces spéciales, spécialisé dans le combat rapproché (self-defense) et vainqueur de The Ultimate Fighter 2009, qui, blessé aux deux genoux lors d'un entraînement et souhaitant hâter sa guérison, parcourt le monde en cherchant à savoir si, la viande et les protéines sont véritablement nécessaires pour la santé et la force physique, y compris de sportifs de haut niveau,.

## Fiche technique
- Réalisation : Louie Psihoyos

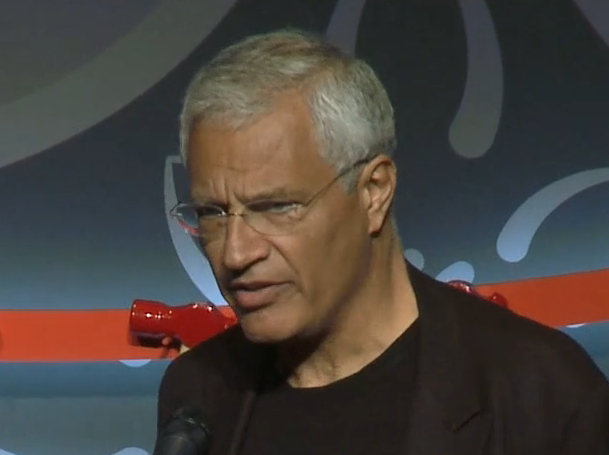
Le réalisateur, Louie Psihoyos, en 2016

- Scénario : Shannon Kornelsen, Mark Monroe et Joseph Pace
- Production : James Cameron, Arnold Schwarzenegger, Jackie Chan, Lewis Hamilton, Chris Paul et Novak Djokovic
- Musique originale : Nathan Matthew David et Wendell Hanes
- Pays :  États-Unis
- Langue de tournage : anglais

## Distribution (liste non limitative)
Les « sportifs »  sont :
- James Wilks : narrateur / lui-même
- Arnold Schwarzenegger : lui-même, interviewé en tant que culturiste devenu peu à peu végétarien ;
- Patrik Baboumian : lui-même, présenté comme l'homme le plus fort du monde, et végane ;
- Dotsie Bausch : elle-même ;
- Tia Blanco : elle-même ;
- Nimai Delgado : lui-même (culturiste se présentant comme ne consommant que des protéines d'origine végétales)
- Rip Esselstyn : lui-même ;
- Kendrick Farris : lui-même, haltérophile, champion des jeux paraaméricains ;
- Mischa Janiec : lui-même ;
- Bryant Jennings : lui-même (boxeur) ;
- Scott Jurek : lui-même (coureur de fond et d'ultra-marathon, qui a couru 217 km dans le désert, et couru 1 500 km en 46 jours) ;
- Damien Mander : lui-même ;
- Morgan Mitchell : elle-même ;
- Lucious Smith : lui-même ;
- Griff Whalen : lui-même ;
- Emile Voigt : lui-même (coureur) ;
- Muruay Rosse : lui-même ;
- Carl Lewis : lui-même (devenu végane à 30 ans) ;
- Lewis Hamilton : lui-même (champion course auto) ;
- Derrick Morgan : lui-même.

Les médecins et experts donnant leur points de vue et retours d'expérience sur le véganisme chez les grands sportifs :
- Dr James Loomis (médecin nutritionniste) ;
- Dr Scott Stoll  (USA Bobsled federation)
- Dr Dean Ornish (créateur du « Préventive medicine research Institute »
- Dr Kim Williams (Pt de l'American college of cardiology).
- Dr Colombus Batiste (cardiologue en chef au Kaiser permanente riverside)
- Dr Robert Vogel (qui dans le documentaire teste via deux analyses de sang trois footballeurs après qu'ils ont mangé un repas avec viande pour deux d'entre eux, le troisième ayant mangé un repas végane (le premier jour de l'expérience), et qui tous mangent un repas végane le second jour. Le test montre un sérum plus clair pour chacun de ceux qui ont ingéré un repas végane. Selon R. Vogel, ce sérum bien clair signifie que la fonction endothéliale est assurée (les vaisseaux se dilatent bien quand le flux sanguin doit augmenter à l'effort). L'expérience qui ne prétend pas ici avoir de valeur statistique montre qu'ici la qualité de la fonction endothéliale semble presque immédiatement s'être dégradée à chaque fois qu'un repas avec viande a été consommé.
- Dr Walter Willet (Chaire de nutrition, à l'université Harvard)
- Richard Wrangam (chaire de biologie et anthropologie de l'université Harvard)
- Dr Daid Katz (médecine préventive, université Yale)
- Dr Christina Warinner (archéogénétique à l'Institut Max Planck), qui explique que les données archéopaléontologique montre l'homme préhistorique, contrairement à une idée reçue, était essentiellement végétarien. La vision trichrome de l'humain étant en outre typique des herbivores, les carnivore terrestres ayant moins besoin de voir les couleurs ;
- Marc Thomas (généticien) ;
- Dr Aaron Spitz (chef délégué de l'Association américaine d’urologie), qui montre chez trois sportifs volontaire pour porter un dispositif enregistrant les érections survenant durant le sommeil qu’un repas de viande diminue dès la nuit suivante le nombre et la durée de l'érection nocturne ;
- Dr Terry Mason (département de santé publique)
- Charity Morgan (chef cuisinière convertie au véganisme (épouse de Derrick, l'un des sportifs présentés par le documentaire)
- Rob Bailey (directeur de recherche Environnement, énergie et ressource à Chatham House).
- Johan Rockstrom (directeur du centre de résilience de Stockholm.

## Sorties
Avant-premières
- États-Unis : 19 janvier 2018 : avant-première au Festival du film de Sundance[4]
- Allemagne : 19 février 2018 : avant-première au Festival international du film de Berlin[4]
- États-Unis : 23 février 2018 : avant-première au Boulder International Film Festival[4]
- Canada : 27 avril 2018 : avant-première au Festival international canadien du documentaire Hot Docs[5]

Sortie en salles
- Le 16 septembre 2019, le film sort dans 20 pays différents et plus de 1 000 salles de cinéma[6].

## Critiques
https://en.wikipedia.org/wiki/Dave_MacLeod BSc in Physiology & Sports Science (Glasgow University), MSc in Medicine and Science in Sport & Exercise (Glasgow University), MSc in Human Nutrition (Glasgow University) https://www.youtube.com/watch?v=grtMHppLL34